# غرابيات
الغرابيَّات أو الغِربان هي فصيلة من العصافير التي تنتشر عبرَ جميع قارات العالم تقريباً وتضم طيور الغربان والغداف وغربان القيظ وغربان الزيتون والقيق والعقعق والزمت وكاسر الجوز. تضم فصيلة الغرابيات ما يَزيد عن 120 نوعاً مختلفاً من الطيور، وأكثر من ثلث هذه الأنواع تُصنف ضمن جنس الغراب الذي يضم الغربان والغداف وبعض طيور الفصيلة الأخرى.
تعدّ الغرابيات أكثر فصائل الطيور ذكاءً على الإطلاق، بل إنها تعدّ واحدة من أكثر الحيوانات ذكاء أيضاً، إذ أنها أظهرت دلائل وإشارات على وعي وإدراك الذات خلال تجارب عرضها على نفسها أمام المرايا (في حالة العقعق الأوروبي) وقدرة على صنع الأدوات (في حالات الغربان وغربان القيظ)، وهي مهارات كانت تعدّ حتى وقت قريب عصية على الحيوانات ما عدى البشر وبعض الثدييات العليا الأخرى القليلة. كما تُعادل نسبة حجم الدماغ إلى الجسم الإجمالية عند الغرابيات تلك التي عندَ الحيتانيات والقردة العليا، وهي بذلك لا تقل سوى قليلاً عن النسبة عند البشر.
تتراوح أحجام هذه الطيور عُموماً من المُتوسطة إلى الكبيرة مقارنة بالطيور الأخرى، وهي مُزودة بأقدام ومناقير قوية وبريش خشن تستبدله مرة واحدة في العام (مع أن معظم العاصافير الأخرى تبدله مرتين في العام). تعيش الغرابيات في جميع أنحاء العالم عدى عن جزء من أمريكا الجنوبية والقطبين المتجمِّدين، وأغلب أنواعها تقطن المناطق المدارية في أمريكا الوسطى والجنوبية وجنوب آسيا وأوراسيا، فيما تتوزع أقل من 10 أنواع متبقية منها على أفريقيا وأستراليا وأمريكا الشمالية.

## التصنيف
تضمُّ فصيلة الغرابيات 24 جنساً يحوُون بدورهم 123 نوعاً، وبالمجمل فيها 359 أصنوفة معَ حساب تحت الأنواع. كما أن في الفصيلة من حيث حالة الانحفاظ 12 نوعاً مهدداً بالانقراض ونوع واحد منقرض في البرية منذ عام 1600م.

## الوصف
الغرابيات هي عصافير يَتراوح حجمها من كبيرة إلى كبيرة جداً ببنية صلبة وأرجل قويَّة، وجميع أنواعها ما عدى قيق الصنوبر تملك منخراً مغطى بريش خشن. تملك العديد من الغرابيات التي تقطن المناطق المُعتدلة ريشاً ملوناً بأحد اللونين الأسود أو الأزرق بشكل أساسي، لكن مع ذلك فإن بعضها ملون بالأسود والأبيض، وبعضها الآخر يَملك تقزحاً لونياً أزرقاً بنفسجياً، فيما تتميز العديد من الأنواع المدارية بألوان زاهية. عموماً كلا جنسي الغرابيات مُتشابهان جداً في الهيئة والحجم، وهما يَملكان مناقير قوية وعرض جناحين كبيراً. تضم فصيلة الغرابيات أكبر الطيور على الإطلاق في رتبة العصافير.
أصغر طير في فصيلة الغرابيات هو القيق القزم، إذ يبلغ طوله 21.5 سنتيمراً ووزنه 40 غراماً فحسب. أما أكبر طيورها فهما الغداف الشائع والغداف كبير المنقار، إذ أن كليهما عادة ما يَتجاوزان طول 65 سم ووزن 1,400 غ.
يُمكن التعرف على أنواع الغرابيات المُختلفة عن طريق وسائل عديدة منها الحجم والشكل والانتشار الجغرافيّ، لكن مع ذلك فبعضها مثل الغراب الأسترالي والقيق الأوراسي أفضل ما يُمكن أن يٌُتعرَّف عليها به هو صوتها الأجش ونداءاتها المُثيرة للضجَّة.

## الخواص الأحيائية

### البيئة
تقطن الغرابيات في مُعظم أنواع المناخ حول العالم. مُعظم أنواعها مُقيمة ولا توجد أي أنواع منها مُهاجرة بشكل ملحوظ (أي لا تُهاجر كثيراً أو لا تهاجر لمسافات كبيرة)، لكن مع ذلك فعندَ حدوث نقص حاد في الطعام يُمكن أحياناً أن تحدث هجرات فجائية لا تحدث في الأوضاع الطبيعية.
أحد أسباب نجاح الغربان بيولوجياً إذ ما قورنت معَ الغداف هو قدرتها على جعل مناطق تكاثرها مُتداخلة، فخلال موسم التزاوج تسمح اللغربان بتداخل مناطق تزاوجها أكثر بست مرات مما يَسمح به الغداف (والمقصود بهذا هو المَسافة التي تُترك بين كل عش وعش، فبعض أنواع الحيوانات تعدّ نظائرها من نفس النوع مُنافسين لها وتحرص على أن تبعدهم عن منطقتها)، وقد سمحَ تداخل مناطق التعشيش هذا بازدياد في أعداد الطيور المحلية من الغربان ومنحها نجاحاً أكبر.

### الغذاء
العديد من الغرابيات هي حيوانات قارتة، إذ يَتألف غذاؤها الطبيعيُّ من اللافقاريات وفراخ الطيور والثدييات الصغيرة وجيف الحيوانات الميتة والفواكه والبذور. لكن مع ذلك فقد تكيفت بعض الغرابيات - وبشكل خاص الغربان - على ظروف الحياة في التجمعات السكانية البشرية، وأصبحت تعتمد على الأطعمة البشرية الحديثة كمصدر للغذاء. أظهرت إحدى الدراسات الأمريكية التي شملت طيور الغراب الأمريكي والغداف الشائع والقيق طويل العرف حول المناطق المأهولة بالسكان أن الغربان تملك الغذاء الأكثر تنوعاً من بينها جميعاً، حيث تتغذى على العديد من الأطعمة البشرية مثلَ الخبز والمعكرونة والبطاطس المقلية والسندويتشات وأطعمة الكلاب والدواجن. كما أن التوفر الكبير لمثل هذه الأطعمة قد ساهمَ في زيادة أعداد بعض أنواع الغربان أحياناً.
تفترس بعض الغرابيَّات الطيور الأخرى، مثل القيق الأوراسي الذي يَعتمد خلال موسم التزاوج على افتراس صغار الطيور. وخلال شهور فصل الشتاء الباردة تشكل الغرابيات نموذجياً أسراباً تجول بحثاً عن العلف للتغذي عليه، لكن مع ذلك فيُمكن في المقابل أن تأكل بعض أنواعها العديد من أنواع الآفات الزراعية مثل الديدان السلكيَّة والجنادب والأعشاب الضارة. كما تأكل بعض الأنواع الأخرى الجيف، وبما أنها تفتقر إلى منقار مُتكيف لتمزيق اللحم فإنها تنتظر حتى تأتي حيوانات أخرى وتفتح الجيف.
بما أن الغربان لا تأبه لوُجود التجمعات البشرية الحديثة بقرب مناطق سكنها، فقد اُعتقدَ أن ازدياد أعداد الغربان ربَّما يَتسبَّبُ بازدياد معدلات افتراس أعشاش الطيور الأخرى التي تعتمدها الغربان كغذاء لها. لكن مع ذلك فإن القيق طويل العرف (وهو مع أنه ناجح بيولوجياً كالغربان فإنه يَقطن بعيداً عن التجمعات البشرية) يعتمد أيضاً وبشكل أكبر على اصطياد الطيور الصغيرة من أعشاشها للحُصول على الغذاء هو الآخر، بل وأكثر مما تفعل الغربان، ولذلك فنظرياً لم تتسبَّب العلاقة بين البشر والغربان أو الغداف بزيادة ملحوظة في معدلات مهاجمة أعشاش الطيور، أو على الأقل لم تؤثر على الطيور بشكل ملحوظ إذ ما قورنت بأمور أخرى كتدمير المواطن الطبيعيَّة.